# Ulrike Baumöl
Ulrike Baumöl ist eine Wissenschaftlerin auf dem Themengebiet des Informationsmanagements.

## Werdegang
Ulrike Baumöl studierte von 1987 bis 1992 Betriebswirtschaftslehre an der Universität Dortmund und wurde dort anschließend 1998 bei Thomas Reichmann mit einer Dissertation zum Thema „Effiziente Softwareentwicklung – Eine Controlling-Konzeption und instrumentelle Ausgestaltung für die Anwendungssoftwareentwicklung“ promoviert. Von 1999 bis 2002 hatte sie die Studienleitung des Executive Master of Business Administration in Business Engineering (EMBE) an der Universität St. Gallen inne. 2002 war sie als Gastforscherin bei der Forschungsgruppe „Gesellschaft und Technologie“ der DaimlerChrysler AG in Berlin tätig. 2003 war sie Visiting Scholar an der Leavey School of Business der Santa Clara University und Gastdozentin an der Haas School of Business, University of California, Berkeley. Mit einer Habilitationsschrift zum Thema „Situative Methodenkonstruktion für die organisationale Veränderung – Entwicklung eines Methodenkonstruktionsverfahrens auf Grundlage einer Klassifikationstheorie für Veränderungsprojekte“ wurde ihr im Sommer 2004 an der Universität St. Gallen die Lehrberechtigung für Betriebswirtschaftslehre, insbesondere Wirtschaftsinformatik verliehen. Von 2004 bis 2006 war sie Applikationsarchitektin für die Finanz-, Risiko- und Vermögensverwaltungssysteme in der Informatik der Swiss Life und zuständig für das Projektportfolio-Management in diesem Bereich. 2006 folgte sie dem Ruf als Universitätsprofessorin an die Fernuniversität in Hagen und war bis 2019 Inhaberin des Lehrstuhls für Betriebswirtschaftslehre, insbes. Informationsmanagement (B*IMA).
Schwerpunkt der Lehre und Forschung von Ulrike Baumöl ist das Umfeld des „Business-IT-Alignment“. Dabei wird auf das Business Engineering als interdisziplinärer Ansatz zur methodenbasierten Koordination von Unternehmenssteuerung und Informationstechnologie abgestützt. Hauptsächliche Themenbereiche ihrer Forschung sind
- Entscheidungsunterstützung im Sinne eines „Intelligent Decision Support“ mit dem Schwerpunkt Referenzmodellierung und intelligente Systeme
- Informations- und Kommunikationsmanagement in verteilten Organisationen
- Methodenkonstruktion für Business Engineering-Projekte[4]

Baumöl ist Mitherausgeberin der Fachzeitschrift „Controlling“ und gründete während ihrer Zeit an der Universität St. Gallen gemeinsam mit Reinhard Jung, einem Professor an der Universität St. Gallen, das IT-Beratungsunternehmen IARDA GmbH. Seit Oktober 2016 war Baumöl Prodekanin der Fakultät Wirtschaftswissenschaft der Fernuniversität Hagen.
Im Jahr 2019 verließ Ulrike Baumöl die Fernuniversität in Hagen und wurde Rektorin an der Universität Liechtenstein. Am 6. April 2021 gab sie bekannt, den Posten aus persönlichen Gründen aufzugeben, um sich wieder vollständig auf ihre akademischen Aktivitäten im Themenfeld Informationsmanagement zu fokussieren.

## Publikationen (Auszug)
- (als Hrsg.) mit Jörn Altmann und Bernd Krämer: Advances in Collective Intelligence 2011. Springer, Berlin/Heidelberg 2012, ISBN 978-3-642-25320-1, doi:10.1007/978-3-642-25321-8.
- mit Thomas Reichmann und Martin Kißler: Controlling mit Kennzahlen. 9., überarbeitete und erweiterte Auflage. Verlag Franz Vahlen, München 2017, ISBN 978-3-8006-5116-0, urn:nbn:de:101:1-201705164257 (Vorschau in der Google-Buchsuche).
- (als Hrsg.) mit Péter Horváth, Thomas Reichmann, Anas Hoffjan, Klaus Möller und Burkhard Pedell: Controlling ohne Controller? Verlag Franz Vahlen, München 2017, ISBN 978-3-8006-5500-7, urn:nbn:de:101:1-201712263351.
- (als Hrsg.) mit Leonhard von Dobschütz und Reinhard Jung: IV-Controlling aktuell. Gabler Verlag, Wiesbaden 1999, ISBN 3-409-11400-9 (Vorschau in der Google-Buchsuche).
- (als Hrsg.) mit Theo J. Bastiaens und Bernd Krämer: On Collective Intelligence. Springer, Berlin/Heidelberg 2010, ISBN 978-3-642-14480-6, doi:10.1007/978-3-642-14481-3 (Vorschau in der Google-Buchsuche).
- Target Costing bei der Softwareentwicklung. Verlag Franz Vahlen, München 1999, ISBN 3-8006-2378-1 (Zugl.: Dortmund, Univ., Dissertation, 1998).
- (als Hrsg.) mit Hubert Österle und Robert Winter: Business Engineering in der Praxis. Springer, Berlin/Heidelberg/New York 2005, ISBN 3-540-20517-9 (Vorschau in der Google-Buchsuche).
- Change Management in Organisationen. Gabler Verlag, Wiesbaden 2008, ISBN 978-3-8350-0905-9 (Zugl.: Sankt Gallen, Univ., Habilitationsschrift, 2005; Vorschau in der Google-Buchsuche).